# Награди „Оскар“ (23-та церемония)
Двадесет и третата церемония по връчване на филмовите награди „Оскар“ се провежда на 29 март 1951 година в театъра на импресариото Александър Пантаджес „РКО Пантаджес“ в Лос Анджелис, Калифорния. На нея се връчват призове за най-добри постижения във филмовото изкуство за предходната 1950 година. Това е второто домакинство на церемонията по връчването на Оскарите в този театър. Водещ на събитието е известният актьор, певец и танцьор Фред Астер.
Големия победител на вечерта е филмът „Всичко за Ева“ на Джоузеф Манкевич, печелейки 6 статуетки. Със своите 14 номинации, произведението подобрява досегашния рекорд на „Отнесени от вихъра“ (1939), който е бил номиниран в 13 категории. Другият основен претендент на церемонията е „Булевардът на залеза“ на Били Уайлдър, с 11 номинации от които печели 3 награди.
Друг забележителен факт е, че за втора поредна година Джоузеф Манкевич печели двата персонални Оскара – за най-добър режисьор и най-добър сценарий, след триумфа си в тези категории предходната година с филма „Писмо до три съпруги“.

## Филми с множество номинации
Долуизброените филми получават повече от 2 номинации в различните категории за настоящата церемония:
- 14 номинации: Всичко за Ева
- 11 номинации: Булевардът на залеза
- 5 номинации: Родена вчера, Самсън и Далила
- 4 номинации: Ани, вземи си пушката, Асфалтовата джунгла
- 3 номинации: Счупена стрела, В кафеза, Пепеляшка, Бащата на булката, Мините на цар Соломон, Третият човек

## Номинации и Награди
Долната таблица показва номинациите за наградите в основните категории. Победителите са изписани на първо място с удебелен шрифт.
| Най-добър филм | Най-добър режисьор |
| --- | --- |
| - Всичко за Ева - Родена вчера - Бащата на булката - Мините на цар Соломон - Булевардът на залеза | - Джоузеф Манкевич – Всичко за Ева - Джордж Кюкор – Родена вчера - Джон Хюстън – Асфалтовата джунгла - Карол Рийд – Третият човек - Били Уайлдър – Булевардът на залеза                                                               |
| Най-добра мъжка роля | Най-добра женска роля |
| - Хосе Ферер – Сирано дьо Бержерак - Луис Калхърн – Великолепният янки - Уилям Холдън – Булевардът на залеза - Джеймс Стюарт – Харви - Спенсър Трейси – Бащата на булката                               | - Джуди Холидей – Родена вчера - Ан Бакстър – Всичко за Ева - Бети Дейвис – Всичко за Ева - Елинор Паркър – В кафеза - Глория Суонсън – Булевардът на залеза                                                                          |
| Най-добра поддържаща мъжка роля | Най-добра поддържаща женска роля |
| - Джордж Сандърс – Всичко за Ева - Джеф Чандлър – Счупена стрела - Едмънд Гуен – Господин 880 - Сам Джафе – Асфалтовата джунгла - Ерих фон Щрохайм – Булевардът на залеза                               | - Джозефин Хъл – Харви - Хоуп Емерсън – В кафеза - Селесте Холм – Всичко за Ева - Нанси Олсън – Булевардът на залеза - Телма Ритър – Всичко за Ева                                                                                    |
| Най-добър сценарий | Най-добра история и сценарий |
| - Всичко за Ева – Джоузеф Манкевич - Асфалтовата джунгла – Бен Медоу и Джон Хюстън - Родена вчера – Албърт Манхаймер - Счупена стрела – Албърт Малц - Бащата на булката – Франсис Гудрич и Албърт Хакет | - Булевардът на залеза – Чарлс Бракет, Били Уайлдър и Д. М. Маршман - Адамово ребро – Рут Гордън и Гарсън Канин - В клетка – Вирджиния Келог и Бърнард Шьонфелд - Мъжете – Карл Форман - Без изход – Джоузеф Манкевич и Лесър Самюелс |

## Галерия
| Хосе Ферер „Оскар“ за главна мъжка роля | Джуди Холидей „Оскар“ за главна женска роля | Джордж Сандърс „Оскар“ за поддържаща мъжка роля |
| --------------------------------------- | ------------------------------------------- | ----------------------------------------------- |
|                                         |                                             |                                                 |

## Почетни награди
- Джордж Мърфи
- Луис Майер

- Почетна награда за най-добър чуждоезичен филм:
  - Стените на Малапага (The Walls of Malapaga), италиано-френски филм на режисьора Рене Клеман.